# Sherston
Sherston  è un villaggio e una parrocchia civile della contea del Wiltshire che si trova a circa 5 miglia a ovest di Malmesbury e a circa 5 miglia a sud-ovest di Tetbury, Sud Ovest dell'Inghilterra, Regno Unito.

## Geografia

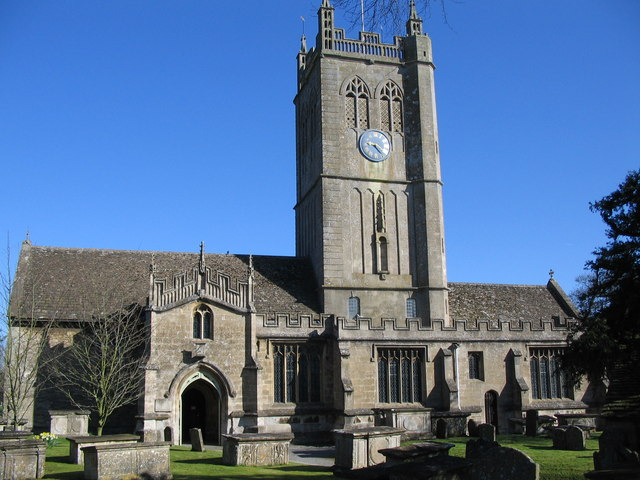
Chiesa di Santa Croce

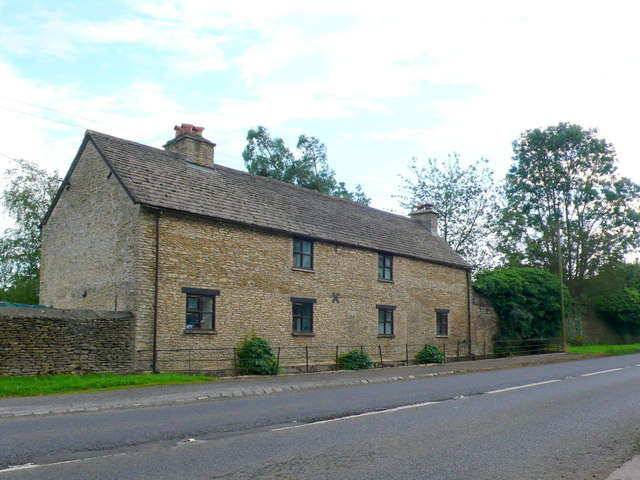
Edificio a Knockdown

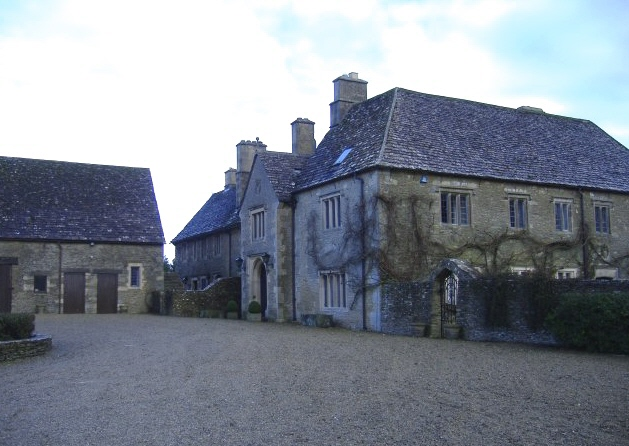
Dimora storica a Pinkney

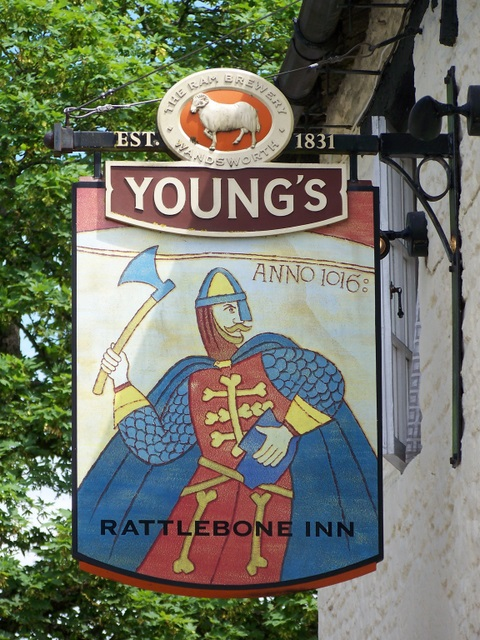
Insegna del Rattlebone Inn che ricorda John Rattlebone

Il territorio della parrocchia civile di Sherston si trova nel Wiltshire ed è delimitata a nord dal confine della contea con il Gloucestershire e a sud-est dalla Fosse Way, una strada romana. La parrocchia, oltre a Sherston, comprende i villaggi di Easton Town, immediatamente a est, Pinkney, più a est lungo la strada di Malmesbury e Willesley, a nord. Viene attraversata dal fiume Avon e si trova all'interno delle Cotswolds.

## Storia
Vi sono molte prove di insediamenti romani nel territorio poiché sono stati trovati resti di antichi terrapieni romani inoltre ci sono tracce di una grande villa romana (costruita approssimativamente nel 350 d.C.) rinvenute in un campo alla periferia del villaggio. La via romana denominata Fosse Way che si trova a due miglia di distanza e i resti di una stazione militare nella vicina Easton Grey suggeriscono che Sherston ebbe grande importanza durante il periodo romano-britannico. La prima menzione di Sherston o Scorranstone risale tuttavia solo all'896 d.C. I documenti sui primi momenti di Sherston sono molto scarsiquindi storia e leggenda si mescolano, come con la storia dell'eroe locale John Rattlebone. Nel 1016 Canuto il Grande arrivò con un grande esercito mentre i sassoni erano guidati dal re Edmondo II d'Inghilterra con al suo fianco il capitano della milizia locale, John of Sherston, soprannominato Rattlebone. La battaglia durò due giorni nei campi che circondavano il villaggio e alla fine Canuto levò l'accampamento e si ritirò a Londra. John aveva ricevuto una ferita mortale al fianco, ma per poter continuare a combattere si era stretto una tegola di pietra sulla ferita. Nel 1511 un enorme incendio distrusse gran parte del villaggio che fino a quel momento era stato un fiorente piccolo centro di mercato.

## Monumenti e luoghi d'interesse
Nel territorio di Sherston sono presenti alcuni edifici e luoghi d'interesse:
- Chiesa di Santa Croce. Si tratta di una chiesa parrocchiale anglicana originariamente costruita sul sito di una precedente chiesa sassone della quale non rimane nulla tranne la figura in pietra rovinata dalle intemperie, che si trova all'esterno del portico. Potrebbe essere l'effigie dell'eroe locale John Rattlebone che stringe una pietra alla ferita anche se probabilmente è una figura clericale che tiene una Bibbia. La chiesa che ci è pervenuta fu costruita tra il 1160 e il 1170 ed è in stile normanno. Appartiene alla diocesi di Bristol e dal 28 ottobre 1959 è considerata un monumento classificato di prima categoria.[1][2][5][6]

Altri edifici interessanti sono la Church House sul lato nord di High Street, originariamente costruita nel 1511 con aggiunte successive nel 1849, la Balcony House, considerata la casa più antica di Sherston, sopravvissuta al grande incendio del 1511. La casa originale fu costruita nel XIV secolo con ulteriori ricostruzioni eseguite nel XVII secolo. Si dice che la regina Anna di Gran Bretagna abbia soggiornato in questa casa nel 1705 mentre era in viaggio per prendere le acque a Bath. Nelle cantine si trovano i tunnel murati che presumibilmente partono dalla scogliera, sotto High Street e attraversano il sito della vecchia canonica dietro l'attuale scuola, per poi tornare alla chiesa.